# خوسيه فابيو دا سيلفا
خوسيه فابيو دا سيلفا هو لاعب كرة قدم برازيلي، ولد في 8 أكتوبر 1984 في ريبيراو بريتو في البرازيل. لعب مع النادي الرياضي المركزي ونادي إيتوانو ونادي باهيا ونادي غاما ونادي فلامنغو.